# Lissopimpla scutata
Lissopimpla scutata là một loài tò vò trong họ Ichneumonidae.